# Maruti 800
Maruti 800 — городской автомобиль индийской компании Maruti Udyog. Построен на базе Suzuki Alto 1979 модельного года. Долгое время был самым продаваемым автомобилем в Индии, за все годы производства было изготовлено около 2,87 миллиона автомобилей, из которых 2,66 миллиона были проданы в самой Индии. Экспортировался в ряд стран Юго-Восточной Азии и Южной Америки. С 1988 по 1992 продавалась на некоторых европейских рынках как Suzuki Maruti. 
Версия, удовлетворяющая стандартам Евро-3, появилась на индийском рынке в 2005 году.
Maruti 800 выпускался с 1983 по 2014 год, дольше него на конвейере в Индии продержался только Hindustan Ambassador.